# Église Saint-Nicolas-l'Orphelin de Thessalonique
L'église Saint-Nicolas-l'Orphelin (en grec moderne : Ναός του Αγίου Νικολάου του Ορφανού) est une église byzantine de Thessalonique (Macédoine, Grèce) datant du début du XIVe siècle. Sa décoration murale magistrale est l'un des ensembles conservés les plus complets de la ville,. Depuis 1988, elle fait partie du patrimoine mondial de l’UNESCO au titre des monuments paléochrétiens et byzantins de Thessalonique. 

## Emplacement
L'église est située dans la partie sud-est de la ville haute (Άno póli), à proximité du mur d'enceinte, entre les rues Irodótou et Apostólou Pávlou. Le monument fut autrefois le metochion du monastère des Vlatades situé environ 400 mètres au nord-ouest. 

## Histoire
L'origine du monument demeure relativement obscure. Le nom de l'église, attesté par des sources du XVIIe siècle et du XVIIIe siècle, fait probablement référence au fondateur (ktetor) de l'édifice, ou bien à Saint Nicolas, protecteur des veuves et des orphelins. L'église était initialement partie intégrante d'un monastère dont les traces de portes sont encore visibles à l'ouest. De par sa décoration intérieure, l'édifice daterait de la période 1310–1320. 
Le monastère a continué de fonctionner pendant toute la période ottomane. Les fresques ont été redécouvertes en 1957 lors de travaux de restauration. 

## Description
L'église est un bâtiment à nef unique au toit à pignon en bois avec un péristyle qui se termine par deux chapelles à l'est. Côtés nord et sud, le naos est relié aux collatéraux par deux doubles arcades décorées de chapiteaux antiques réutilisés. Le templon en marbre d'origine subsiste dans la partie orientale du naos. À l'extérieur, la maçonnerie présente des couches irrégulières de brique et de pierre avec quelques céramiques sur le côté est. 
L'église est réputée pour ses fresques, contemporaines de la construction de l'église, qui couvrent presque toute la surface intérieure. Elles sont un exemple de l'école de Thessalonique à l'apogée de la « Renaissance paléologienne ». Selon plusieurs auteurs, les fresques pourraient être l'œuvre de l'artiste ayant décoré le monastère serbe de Hilandar au mont Athos en 1314,. En effet, l'église serait potentiellement liée au roi serbe Stephen Uroš II Milutin (1282–1321), connu pour avoir parrainé des églises à Thessalonique. 
Le naos, le narthex et les deux collatéraux sont recouverts de scènes de la Passion, de la Résurrection et de la vie des saints, en particulier saint Nicolas et saint Gérasime du Jourdain. Sont également observables des représentations de la Vierge Marie et de plusieurs miracles du Christ, dont les noces de Cana,,.  

## Galerie

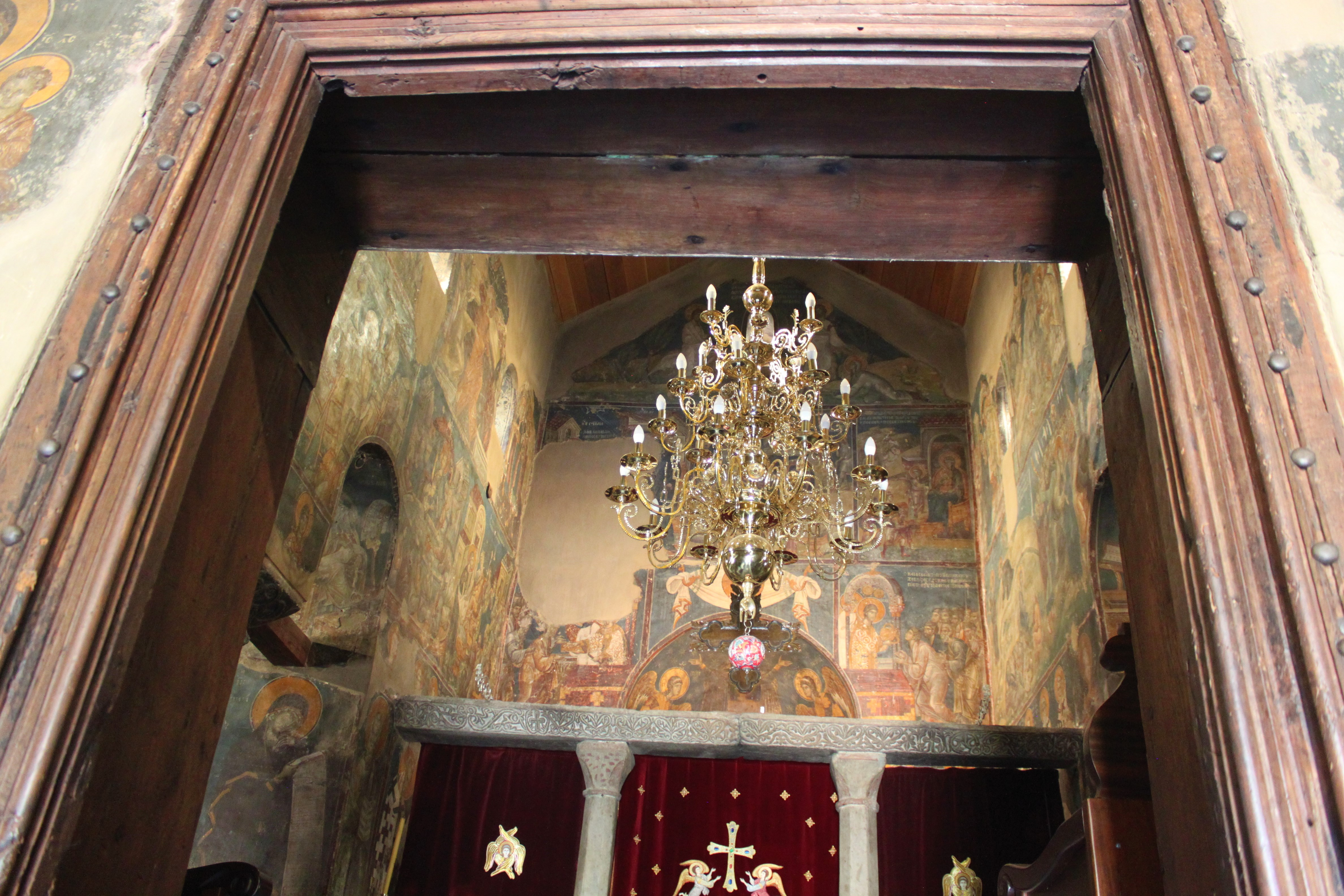
Porte donnant sur le naos et vue du templon en marbre
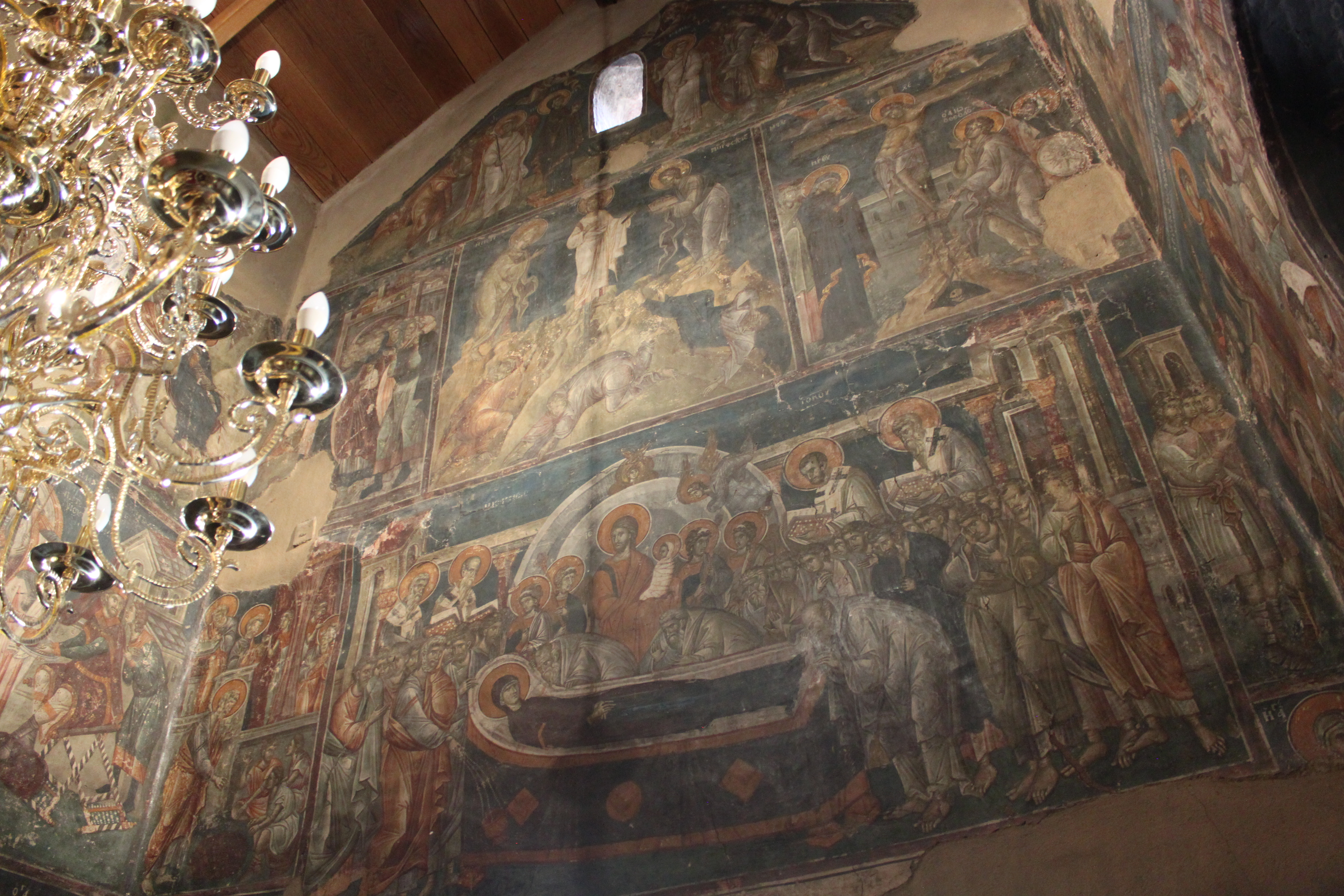
Fresques de la paroi ouest du naos (au dessus de la porte)
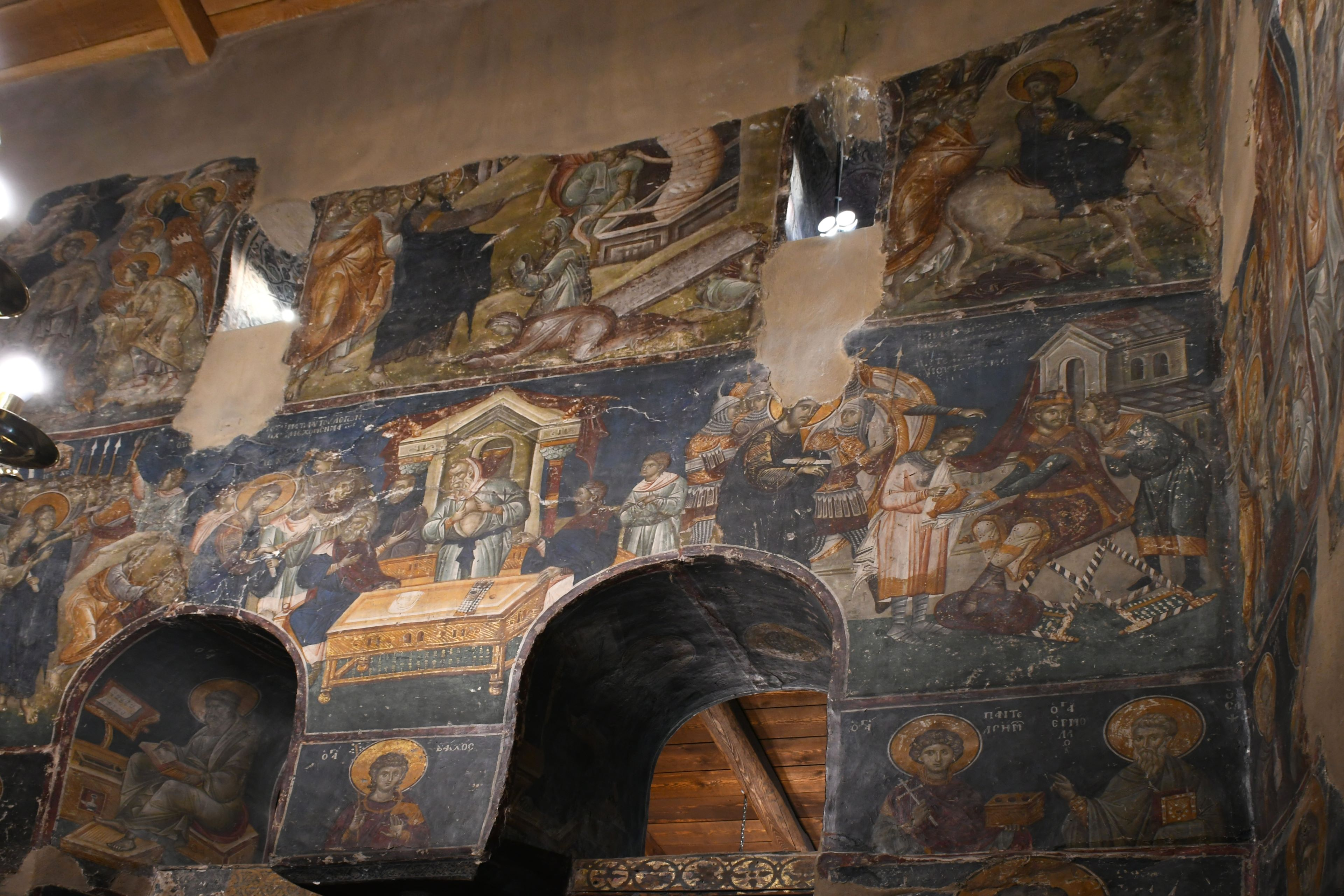
Fresques de la paroi sud du naos
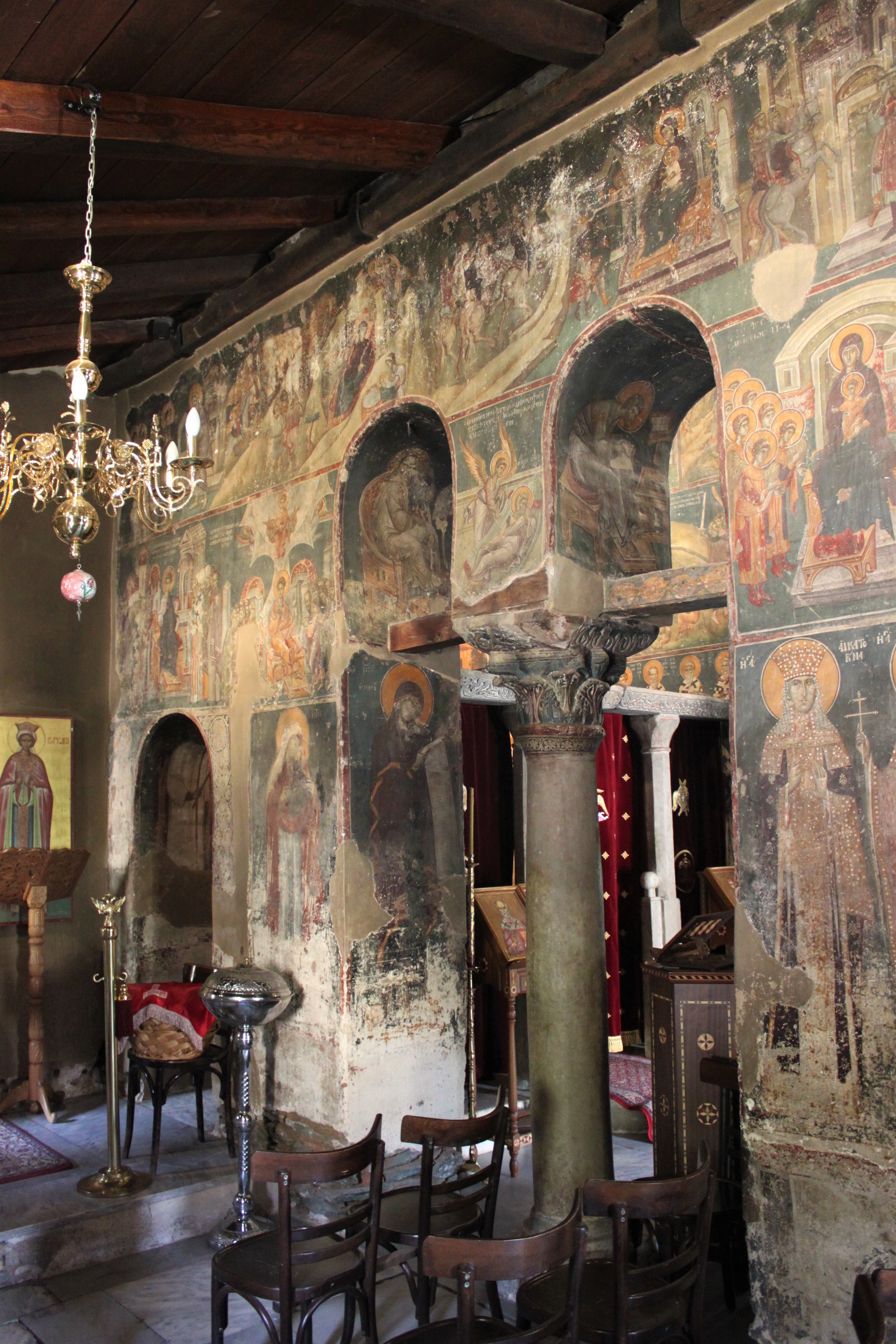
Face nord extérieure du naos
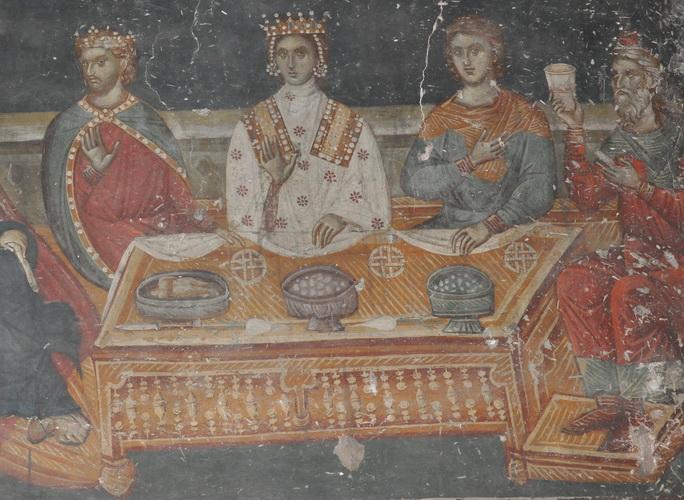
Détail de la fresque des noces de Cana